# 世界人权宣言
《世界人权宣言》（法語：Déclaration universelle des droits de l'homme）是联合国大会于1948年12月10日在法國巴黎夏樂宮通过的一份旨在维护人类基本权利的文献（联合国大会第217号决议，A/RES/217），共有30條。宣言起草的直接原因是對第二次世界大戰的反省，是第一份在全球範圍內表述所有人類都應該享有的權利的文件。其完整文件由联合国出版在其網站上。
《世界人權宣言》與《經濟、社會及文化權利國際公約》、《公民權利和政治權利國際公約》（兩公約）一起包含在國際人權法案中，兩個公約都是在1966年通過。

## 结构和内容
《世界人权宣言》的基本结构受到《拿破仑法典》的影响，包括序言和介绍性一般原则。它的最终结构形成于由法国法学家勒内·卡森编写的第二稿，他参与了由加拿大法律学者约翰·彼得斯·汉弗莱编写的初稿。
宣言包括以下内容：
- 序言阐述了起草宣言的必要性的历史和社会原因。
- 第1—2条确立了尊严、自由和平等的基本概念。
- 第3—5条确立了其他个人权利，例如生命权以及禁止奴隶制和酷刑。
- 第6—11条提及人权的基本法律界定，以及在受到侵犯时可以适用的具体补救措施。
- 第12—17条规定了个人对社会享有的权利，包括在每个政体内部的迁徙自由和居住自由、國際庇護權以及享有财产和国籍的权利。
- 第18—21条认可所谓的“宪法自由”以及在精神、公共和政治领域的自由，例如以下自由：思想、意见、表达、宗教和良心、文字、和平结社，以及通过任何媒体接收和传递信息和想法。
- 第22—27条认可个人的经济、社会和文化权利，包括医疗保健。它支持广泛的享有适足生活水准的权利，并特别提到了对母亲或儿童时期的照顾。
- 第28—30条规定了行使这些权利的一般方式、个人权利不能适用的领域、个人对社会的义务，以及禁止使用权利来违反联合国宗旨。[3]

卡森将宣言比作希腊神庙的门廊，有基础、台阶、四根支柱和门楣。第1条和第2条以其尊严、自由、平等和博爱的原则为圣殿的基础。序言的七段陈述了宣言的道理，代表了通往圣殿的台阶。宣言的主体由四个支柱组成。第一支柱（第3—11条）构成个人的权利，例如生命权和禁止奴役。第二支柱（第12—17条）构成个人在民间和政治社会中的权利。第三支柱（第18—21条）涉及精神、公共事物和政治自由，例如宗教自由和结社自由。第四支柱（第22—27条）规定了社会、经济和文化权利。最后三条构成了将这些结合在一起的门楣，因为它们强调了个人对彼此和对社会的相互责任。

## 起草與表决過程
《世界人权宣言》由1946年成立的联合国人权委员会负责起草。美国总统富兰克林·罗斯福的遗孀埃莉诺·罗斯福是该委员会的主席，委员会副主席为中華民國籍的哲学家兼剧作家张彭春。联合国秘书长邀请了加拿大籍的法学专家约翰·彼得斯·汉弗莱主持了宣言的起草。

### 參與人士
刚指派为联合国秘书处人权部的主任漢弗萊 为宣言主要起草人之一，完成第一稿。其他主要的贡献者还有黎巴嫩哲学家、神学家、教育家和外交家夏尔·哈比卜·马利克和法国法学家和法官勒内·卡森。卡森在第二稿时确定了宣言现有的结构。张彭春也是在起草过程中展现了独特的亚洲视角，巧妙地将儒家学说应用于解决委员会成员之间的僵持局面。

### 表决
聯合國大會在1948年通過世界人權宣言，該宣言列出一系有關人權之一般原則，作為「所有人民和所有國家努力實現的共同標準」:35。该文件于1948年12月10日提交联合国大会表决。在出席的56个成员国中，48票赞成，0票反对，8票弃权（苏联、乌克兰、白俄罗斯、南斯拉夫、波兰、南非、捷克斯洛伐克和沙特阿拉伯），另有2国代表缺席。加拿大法學家汉弗莱是宣言的主要起草人。加拿大最初对宣言的草稿投弃权票，但後來還是同意了最终稿。
48个国家投了贊成票（其中一些國家當時的國旗或政權可能與現在不同）：
- 阿富汗
- 阿根廷
- 比利时
- 玻利维亚
- 巴西
- 緬甸聯邦
- 加拿大
- 智利
- 中國
- 哥伦比亚
- 古巴
- 丹麦
- 薩爾瓦多
- 埃及
- 衣索比亞
- 法國
- 海地
- 印度
- 伊朗
- 伊拉克
- 黎巴嫩
- 利比里亚
- 巴基斯坦
- 羅馬尼亞
- 希臘
- 冰島
- 盧森堡
- 墨西哥
- 荷蘭
- 新西兰
- 尼加拉瓜
- 挪威
- 巴拿马
- 巴拉圭
- 秘魯
- 菲律賓
- 瑞典
- 叙利亚
- 泰國
- 土耳其
- 英国
- 美国
- 乌拉圭
- 委內瑞拉

8个国家弃权：
- 捷克斯洛伐克社會主義共和國
- 波兰
- 沙烏地阿拉伯
- 苏联
- 白俄罗斯
- 乌克兰
- 南非
- 南斯拉夫

2个国家没有投票：
- 也门

现任联合国会员国中的大多数在这之后才获得主权并加入联合国，所以其中只有小部分的國家参与了这一历史性的表决。

## 人权兩公約
不過，《世界人權宣言》僅訂下國際法之一般原則，並無規定會員國必須將這些原則付諸實行:35。《世界人权宣言》既包括了第一阶段的公民的政治权利，也包括了更进一步的第二阶段的公民的经济、社会和文化权利。用一个公约同时保证这两个阶段的公民权利较难在国际上达到共识。例如，一些国家比较关心公民的政治权利，而另一些国家则偏重于公民的经济、社会和文化的权利。因此，联合国在1966年通過兩項人權公約，分別為《公民权利和政治权利国际公约》以及《经济、社会及文化权利国际公约》:35。联合国大会於1966年12月16日通过了兩公約（联合国大会第2200号决议，A/RES/2200）。1976年1月3日开始生效。該兩項公約列出基本人權和自由，並規定所有締約國有責任採取各種適當措施，貫徹這些權利:35。
《公民權利和政治權利國際公約》規定了公民個人所應享有的權利和基本自由。主要包括：生命、自由和人身安全的權利，不得使為奴隸和免於奴役的自由，免受酷刑的自由，法律人格權，司法補救權，不受任意逮捕、拘役或放逐的自由，公正和公開審訊權，無罪推定權，私生活、家庭、住房或通信不受任意干涉的自由，遷徙自由，享有國籍的權利，婚姻家庭權，財產所有權，思想、良心和宗教的自由，享有主張和發表意見的自由，結社和集會的自由，參政權。
《公民權利和政治權利國際公約》同時也明確了部分權利的有條件性或者絕對性。比如，第四條允許締約國在國家生存受到威脅並且正式宣布社會緊急狀態的情況下，減少原本應承擔的義務，但減少的程度必須是客觀需要前提下的最低限度，而且不得包括純粹基於種族、膚色、性別、語言、宗教或社會出身的理由的歧視。而生命權，人格權等在任何情況下都不得進行任何形式的限制。第二十八條規定，設立人權事務委員會，負責監督公約的實施。
这2个公约和《世界人权宣言》一般被合称为“国际人权法案”。

## 國際人權日
自1950年起，联合国把每年的12月10日定为“國際人權日”。

## 影响
《世界人权宣言》是由联合国大会通过的，因此它并非一个强制性的国际公约；但是它为以后的两份强制性的联合国人权公约《公民权利和政治权利国际公约》和《经济、社会及文化权利国际公约》奠定了基础。
许多学者、律师和法庭的判决书经常引述《世界人权宣言》中的一些条款来佐证自己的立场，但也有一些国际法律师认为《世界人权宣言》是一部习惯法。对这一点，学术界尚没有达成共识。
《世界人权宣言》第五条是最具争议性的，该条规定“任何人不得加以酷刑，或施以残忍的、不人道的或侮辱性的待遇或刑罚”，沒有直接表明禁止死刑；但第三條規定，人人有權享有生命、自由與人身安全。迄今在许多国家，包括日本、中华民国、中华人民共和国、新加坡、汤加王國、波札那共和國、白俄罗斯以及美国大部分州，死刑依然是一种刑罚。
2008年12月，清华大学公共管理学院教授崔之元說，《世界人权宣言》採用“人权”（human rights）一词、而不採用西方传统中的“自然权利”（natural rights）一词，意味着公／私界限和个人权利的相对性与动态性；认清个人权利和公／私界限的相对性的意义，在于使人们摆脱“亚洲价值v.s.西方价值”的二元对立思维方式，从而更实质性地保护和实现公民的基本权利。
2018年12月，前英國首相戈登·布朗說，在1940年代冷戰氛圍中催生的《世界人權宣言》，從一開始就缺乏具約束力的執法條約，沒有適當的申訴機制，甚至發表很久以後才有部分國家簽署基本契約；而且《世界人權宣言》作為時代的產物，很少提及女性、殘疾人、LGBTQ、社區和兒童等的權利。因此，儘管過去70年全球人權看似取得了包括國際刑事法院之成立、國家保護責任之確立等重大進展，但人權侵犯仍然以驚人的速度發生、而且實際上未受懲罰。
在2020 GitHub 代码永久保存计划中，每个用于存档数据的胶卷的开头都带有一个未压缩的 UTF-8 文件，其中包含超过 500 种语言版本的《世界人权宣言》。

## 翻譯最多的文件
由於統一碼聯盟的協助，《世界人权宣言》成為世界上語文翻譯次數最多的文件。

## 推動世界人權宣言組織

### 國際人權聯盟
國際人權聯盟（FIDH）是最早的人權組織之一，它無黨派、無宗教背景且獨立於任何政府。其核心任務是促進世界人權宣言、公民權利和政治權利國際公約、經濟、社會及文化權利國際公約以上所載一切的權利。

### 國際特赦組織
國際特赦組織，又稱大赦國際，是一個全球性人權運動。 導演斯蒂芬·約翰遜，匯聚了41個國際漫畫家、音樂家、製片者爲國際特赦組織（Amnesty International）創做了一部20分鐘的電影，為了慶祝在1988年的人權宣言40週年，把活力帶給世界人權宣言。 2008年，國際特赦慶祝人權日和人權宣言60週年，在世界各地舉辦「起火」活動。

### 人權觀察
人權觀察是一個國際非政府組織，专注于調查并公布人權問題，總部設在美國紐約。

### 反奴隸制和保護原住民協會
反奴隸制和保護原住民協會（Anti-Slavery International) 是一個專註揭露人權侵犯的國際非政府組織。

### 引用
1. ↑  Williams 1981;這是一個國家人權宣言的書面版，前言由吉米·卡特撰寫
2. ↑  Glendon 2002，第62–64頁
3. ↑  Glendon 2002，第10 章。
4. 1 2  . www.ohchr.org.   [2020-09-14]. （原始内容存档于2020-10-30） （美国英语）.
5. ↑  Morsink 1999，第4頁
6. 1 2 3  . 《美国参考》（美国国务院国际信息局主办）.   [2012-11-23]. （原始内容存档于2017-01-12）.
7. ↑  Morsink 1999，第133頁
8. ↑  Morsink 1999，第5頁
9. ↑  Glendon 2002，第62–64頁.
10. 1 2 3 4  . . 香港政府印務局. 1995.
11. ↑  UDHR Drafting History （页面存档备份，存于）, Center for New Media Teaching and Learning （页面存档备份，存于）, Columbia University
12. ↑  See "Who are the signatories of the Declaration?" in Questions and answers about the Universal Declaration of Human Rights （页面存档备份，存于）, United Nations Association in Canada （页面存档备份，存于）.
13. ↑  Schabas, William.  (fee required). McGill Law Journal. 1998, 43: 403.
14. ↑  Yearbook of the United Nations 1948–1949 p 535
15. ↑  Yearbook of the United Nations 1948–1949
16. ↑  . www.ohchr.org.   [2022-02-22]. （原始内容存档于2022-03-13）.
17. ↑  崔之元. . 《文化纵横》2008年12月號. 2008-12.
18. ↑  布朗（Gordon Brown）. . 上報. 2018-12-30  [2018-12-30]. （原始内容存档于2020-11-03）.
19. ↑  . GitHub.   [2020-07-22]. （原始内容存档于2021-09-06） （英语）.
20. ↑  .   [2012-12-19]. （原始内容存档于2022-04-08）.
21. ↑  .   [2012-12-19]. （原始内容存档于2017-07-12）.
22. ↑  Contribution to the EU Multi-stakeholder Forum on CSR (Corporate Social Responsibility) （页面存档备份，存于）, 10 February 2009; accessed on 9 November 2009
23. ↑  Information Partners （页面存档备份，存于）, web site of the UNHCR, last updated 25 February 2010, 16:08 GMT（web retrieval 25 February 2010, 18:11 GMT）
24. ↑  . 国际特赦组织中文.   [2022-03-29]. （原始内容存档于2022-04-01） （中文（中国大陆））.
25. ↑  . Amnesty International.   [2013-07-19]. （原始内容存档于2013-08-01）.
26. ↑  . Amnesty International.   [2013-07-19]. （原始内容存档于2013-08-01）.
27. ↑  . www.hrw.org.   [2022-03-29]. （原始内容存档于2022-05-17） （中文（简体））.
28. ↑  . Anti-Slavery International.   [2022-03-29]. （原始内容存档于2022-05-18） （英国英语）.